# LimeLight
LimeLight (кор. 라임라잇, Raimrait, зазвичай стилізований як LIMΞLIGHT) — південнокорейський жіночий гурт, сформований 143 Entertainment. Вони офіційно дебютували 17 лютого 2023 з мініальбомом Love & Happiness. До дебютного складу увійшли три учасниці: МіЮ, Сухе та Ґаин.

## Кар'єра

### До дебюту
Деякі учасниці раніше вже працювали в індустрії розваг, перш ніж приєднатися до гурту. МіУ була учасницею реаліті-шоу на виживання Girls Planet 999, але не потрапила до фінального дебютного складу. Вона також знялася в деяких музичних кліпах і була моделлю підліткового журналу Popteen. Кім Су Хе була учасницею реаліті-шоу на виживання My Teenage Girl, де вона зайняла 22 місце і не потрапила до фінального дебютного складу.

### 2022–тепер: випуск переддебютного альбому та офіційний дебют
15 січня 2022 року було оголошено, що МіЮ підписала контракт із 143 Entertainment і, як очікується, дебютує у їхньому майбутньому жіночому гурті. 15 квітня 2022 року було оголошено, що Кім Су Хе також підписала контракт із 143 Entertainment.
16 серпня 2022 року 143 Entertainment оголосили, що гурт буде постійно збільшувати кількість учасниць. Гурт розпочне свою діяльність з переддебютного реаліті-шоу Lululala і випустить мініальбом після закінчення шоу. Очікується, що Кан Є Со і Сакамото Масіро приєднаються до LimeLight після закінчення терміну контракту з Kep1er.
27 вересня LimeLight провели перший шоукейс свого переддебютного мініальбому в Ilji Art Hall у Кангнамі, Сеул. Того ж дня вони випустили кліп на свій перший сингл «Starlight». Наступного дня вийшов кліп на другий сингл «Eye To Eye». 29 вересня їхній однойменний преддебютний мініальбом вийшов на різних музичних платформах.
Гурт офіційно дебютував 17 лютого 2023 року з мініальбомом Love & Happiness. У музичному кліпі на головний сингл «Honestly», який вийшов 14 лютого знялися Джей з IKON і Бан Чже Мін.
4 серпня відбувся перший офіційний камбек гурту з їхнім третім за рахунком мініальбомом Madeleine.

## Учасниці
| Сценічний псевдонім | Сценічний псевдонім | Сценічний псевдонім | Справжнє ім'я | Справжнє ім'я | Справжнє ім'я | Дата народження             |
| Українською         | Латиницею           | Хангилем            | Українською   | Латиницею     | Хангилем      | Дата народження             |
| ------------------- | ------------------- | ------------------- | ------------- | ------------- | ------------- | --------------------------- |
| МіЮ                 | MiU                 | 미유                | Іто Мію       | Ito Miyu      | 이토미유      | 9 січня 2003 (22 роки)      |
| Сухе                | Suhye               | 수혜                | Кім Сухе      | Kim Suhye     | 김수혜        | 13 грудня 2004 (20 років)   |
| Ґаин                | Gaeun               | 가은                | О Ґаин        | Oh Gaeun      | 오가은        | 8 листопада 2005 (19 років) |

## Дискографія

### Мініальбоми
| Назва            | Деталі | Пікові позиції у чартах | Продажі                  |
| Назва            | Деталі | KOR                     | Продажі                  |
| ---------------- | --- | ----------------------- | ------------------------ |
| Limelight        | - Реліз: 29 вересня 2022 - Лейбл: 143 Entertainment - Формат: CD, цифрове завантаження, стриминг Трек-лист 1. «StarLight» 2. «Eye to Eye» 3. «Paradise» 4. «Cha Cha» 5. «StarLight» (a cappella) 6. «Eye to Eye» (a cappella) 7. «StarLight» (instrumental) 8. «Eye to Eye» (instrumental)                                     | 35                      | - Південна Корея: 8,755  |
| Love & Happiness | - Реліз: 17 лютого 2023 - Лейбл: 143 Entertainment - Формат: CD, цифрове завантаження, стриминг Трек-лист 1. «Honestly» 2. «Blanc Noir» 3. «Crystal» 4. «Honestly» (instrumental) 5. «Blanc Noir» (instrumental) 6. «Crystal» (instrumental) 7. «Honestly» (a cappella) 8. «Blanc Noir» (a cappella) 9. «Crystal» (a cappella) | 9                       | - Південна Корея: 39,241 |
| Madeleine        | - Реліз: 4 серпня 2023 - Лейбл 143 Entertainment - Формат: CD, цифрове завантаження, стриминг Трек-лист 1. «Madeleine» 2. «Madeleine (Instrumental)» 3. «Madeleine (Acapella)» | 23                      | - Південна Корея: 10,500 |

### Сингли
| Назва                                                                       | Рік  | Пікові позиції у чартах | Альбом           |
| Назва                                                                       | Рік  | KOR Down.               | Альбом           |
| --------------------------------------------------------------------------- | ---- | ----------------------- | ---------------- |
| «Starlight»                                                                 | 2022 | 173                     | Limelight        |
| «Eye to Eye»                                                                | 2022 | —                       | Limelight        |
| «Honestly»                                                                  | 2023 | 169                     | Love & Happiness |
| «Madeleine»                                                                 | 2023 | 173                     | Madeleine        |
| «—» релізи, що не потрапили у чарти або не виходили у відповідних регіонах. |      |                         |                  |

## Фільмографія

### Реаліті-шоу
| Рік  | Назва          | Нотатки                | Прим.      |
| ---- | -------------- | ---------------------- | ---------- |
| 2022 | Lululala       | Предебютне реаліті-шоу | [ 6 ]      |
| 2023 | LimeLight Land | Дебютне реаліті-шоу    | [джерело?] |

## Нагороди і номінації
| Нагорода            | Рік  | Категорія                            | Номінант / Робота | Результат | Прим.  |
| ------------------- | ---- | ------------------------------------ | ----------------- | --------- | ------ |
| Hanteo Music Awards | 2023 | Rookie of the Year (Female Category) | LimeLight         | Номінація | [ 17 ] |